# يوش ساتو
يوش ساتو، حكم كرة قدم ياباني دولي سابق.
و قد حكم في كأس الخليج 1984، وقد أدار مباراة منتخب الإمارات لكرة القدم ومنتخب قطر لكرة القدم في 13 مارس 1984.